# Streptoalloteichus tenebrarius
Espèce
Synonymes
- Streptomyces tenebrarius
Higgins & Kastner 1968

Streptoalloteichus tenebrarius est une bactérie à Gram positif et à taux de GC élevé de l'ordre des Actinomycetales. Elle produit notamment l'apramycine et la tobramycine